# César Bianchi
 César Bianchi (Rivera, 10 de novembre de 1977), és un escriptor, periodista, professor i presentador uruguaià.

## Biografia
Va realitzar els seus estudis es llicenciar en comunicació a la Universitat Catòlica de l'Uruguai, i posteriorment va realitzar un màster en periodisme de la Universitat d'Alcalá d'Henares a Madrid i un altre de màster en Direcció de Comunicació Corporativa a l'Istituto EAE Business School. És professor de la Universitat ORT Uruguai des de 2008 a al 2016.
Va ser periodista del diari El País, el programa televisiu Sant i Senyal de Canal 4. En aquest últim programa va conduir al costat de Catalina Weiss, Gustaf van Perinostein Claudio Romanoff, Patricia Madrid, Alejanddro Amaral i Ignacio Álvarez. Des de 2013 escriu entrevistes en l'espai Seré Curiós de Montevideo Porta.
És autor dels llibres Mujeres Bonitas (Dones Boniques), una investigació sobre prostitució amb catorze entrevistas. Al Peñarol, on explica la història del Club Atlético Peñarol. El llibre va ser presentat per Julio María Sanguinetti i Juan Pedro Damiani al Museu del Palau Peñarol, al costat del periodista i informativista uruguaià Fernando Vilar i altres reconeguts seguidors del club. En el llibre Muertos acá nomás (Morts aquí nomás), presenta una desena de casos d'homicidis uruguaians en els quals entrevista familiars de les víctimes, policia, jutges, entre d'altres.

## Premis
El 2007 distingit al certamen Amèrica Llatina organitzat pel PNUD.
El 2010 finalista el premi de la Fundació Gabriel García Márquez per al Nou Periodisme Iberoamericà per la crònica "El president improbable", un perfil en José Mujica, publicat a la revista mexicana  Gatopardo .

## Llibres
- 2008, Mujeres Bonitas (ISBN 9789974701557)
- 2013, A lo Peñarol (ISBN 9789974683792)
- 2014, Muertos acá nomás (ISBN 9789974713758)
- 2017, Valeria no pudo bailar (ISBN 9789974881174)
- 2019, Cebolla Rodríguez (con Javier Tairovich).
- 2020, Sugar Daddy (ISBN 9789915652665)